# Upsala allmänna schacksällskap
Upsala Allmänna Schacksällskap (UASS) grundades 1905 och är därmed en av Sveriges äldsta nu existerande schackklubbar. Spelplatsen var under nästan 20 år Fyrisskolan mitt i Uppsala. Sedan februari 2022 möts man i lokaler på Katedralskolan. Spelkvällarna lockar varje vecka omkring 40 av klubbens cirka 60 deltagare.
Klubben blev svenska lagmästare säsongen 1972/73 efter seger mot Limhamns SK i finalen. Flera svenska mästare har spelat för och varit aktiva i klubben. Börje Jansson vann svenska mästerskapet i schack (SM) 1968 och 1970 samt delade segern 1969 med Ulf Andersson och Åke Olsson. Klubben arrangerade SM i schack 1985 i Fyrishov med den dåvarande ordföranden Arthur Illerbrand som SM-general. Jan Johansson vann SM 1989, efter särspel mot Lars-Åke Schneider, Rikard Wessman och Ralf Åkesson.
Klubben har under flera år spelat i elitserien i schack, bland annat under säsongen 2013/2014.